# José Bicudo Jardim
José Bicudo Jardim (9 de outubro de 1927 — 5 de julho de 1989) foi um tabelião e político brasileiro.
Trabalhou como tabelião no Cartório do Primeiro Ofício do município de Casimiro de Abreu, localizado no estado do Rio de Janeiro.
Foi eleito Prefeito do município de Casimiro de Abreu em 15 de novembro de 1966, seu período de governo se estendeu até o ano de 1970. Durante seu mandato a frente do poder executivo municipal o território distrital do município foi desmenbrado, surgindo o então distrito de Rio das Ostras. Também criou os símbolos do município de Casimiro de Abreu (brasão, bandeira e hino). Desenvolveu uma reforma administrativa; criou de seis escolas municipais; realizou a tradicional "Festa da Banana" com a presença do Governador do Estado; construiu adutoras de água; comprou um terreno para a edificação da nova Prefeitura; além diversas obras de saneamento, calçamento e terraplanagem.
Já no início da década de 1980, passou a desenvolver projetos ligados ao turismo e a ecologia pretendendo explorar o potencial que as localidades de Rio das Ostras, Barra de São João e a Serra Casimirense (especialmente Barra do Sana ) possuíam. De forma sustentável, ordenada e mantendo sempre o equilíbrio ecológico. Com este novo ideal concorreu ao cargo de Prefeito de Casimiro de Abreu pelo PMDB, sendo derrotado por Nassin Pereira Gonçalves.
Em 1988, José Bicudo Jardim, retirou sua candidatura, apoiando Célio Sarzedas em sua vitoriosa campanha a Prefeitura Municipal de Casimiro de Abreu.

Como homenagens póstumas ao ex-Prefeito de Casimiro de Abreu destaca-se a denominação da estrada RJ-162 de Rodovia Prefeito José Bicudo Jardim em seu trecho inicial, compreendido entre a cidade de Rio das Ostras e Rio Dourado (distrito do município de Casimiro de Abreu), onde ela intercede com a BR-101. Outras homenagens foram realizadas como  o Decreto Estadual nº 20.489 de 08/09/1994, que denomina o CIEP 459 no Bairro Centro de Casimiro, de CIEP José Bicudo Jardim; a denominação de Rua Prefeito José Bicudo Jardim no Bairro Industrial; e a Corporação Musical José Bicudo Jardim, apelidada a Banda do CIEP.